# العلم والإسلام (مسلسل)
العلم والإسلام هو مسلسل وثائقي من إنتاج بي بي سي، طُرِح للعرض عام 2009، من ثلاثة فصول، عن تاريخ العلوم في الحضارة الإسلامية في العصور الوسطى، قدمه جيم الخليلي. المسلسل مصحوب بكتاب العلم والإسلام: تاريخ بقلم إحسان مسعود.

## الفصول (الحلقات)
| الرقم | العنوان          | المدة | تاريخ العرض          | نبذة عن الموضوع |
| ----- | ---------------- | ----- | -------------------- | --- |
| 01    | لغة العلوم       | ساعة  | 5 كانون الثاني 2009  | إن إرثهم ملموس، حيث إن مصطلحات مثل الجبر والخوارزميات والقلوية، كلها عربية في الأصل. وفي قلب العلم الحديث، لن تكون هناك رياضيات أو فيزياء حديثة بدون الجبر، ولا أجهزة حاسوب بدون خوارزميات، ولا كيمياء بدون قلويات. |
| 02    | إمبراطورية العقل | ساعة  | 12 كانون الثاني 2009 | يسافر الخليلي إلى قلب العالم الإسلامي، وتحديدًا شمال سوريا، ليكتشف كيف قدَّر عالم الفلك والرياضيات العظيم البيروني، منذ ألف عام، حجم الأرض في حدود بضع مئات من الأميال من الرقم المعروف حاليًّا. |
| 03    | قوة الشك         | ساعة  | 19 كانون الثاني 2009 | يحقق الخليلي عن العلوم، باحثًا عن أدلة تظهر كيف أن الثورة العلمية التي حدثت في القرنين السادس عشر والسابع عشر في أوروبا ترجع جذورها إلى العالم المبكر للإسلام في العصور الوسطى. يسافر عبر إيران وسوريا ومصر لاكتشاف التقدم الفلكي الهائل الذي حققه علماء الإسلام من خلال هوسهم بالقياس الدقيق والرياضيات المتماسكة والدقيقة. |

## المقابلات
يحتوي الفيلم الوثائقي على عدة مقاطع قصيرة مع علماء ومؤرخي علوم:
- جورج صليبا
- سايمون شافر
- بيتر بورمان (الطب والصيدلة)
- أميرة ك. بنسون
- عكاشة الدالي (علم المصريات)
- يان ستيوارت (الجبر)
- نادر البزري

## طالِع أيضًا
- قائمة الأفلام والمسلسلات الإسلامية

## روابط خارجية
- العلم والإسلام على موقع برامج البي بي سي
- العلم والإسلام على موقع قاعدة بيانات الأفلام على الإنترنت
  - لغة العلوم
  - إمبراطورية العقل
  - قوة الشك